# Rivière Madeleine (vattendrag i Kanada, lat 49,25, long -65,33)
Rivière Madeleine är ett vattendrag i Kanada.   Det ligger i provinsen Québec, i den östra delen av landet, 900 km nordost om huvudstaden Ottawa.
I omgivningarna runt Rivière Madeleine växer i huvudsak blandskog. Trakten runt Rivière Madeleine är nära nog obefolkad, med mindre än två invånare per kvadratkilometer.